# Khaled Badra
Khaled Badra (Cairuão, 8 de abril de 1973) é um ex-futebolista profissional tunisiano, atuava como defensor retirado.

## Carreira
Badra representou a Seleção Tunisiana de Futebol nas Olimpíadas de 1996.